# Йордан Ризов
Йордан Костов Ризов е български просветен и църковен деец от Македония.

## Биография
Йордан Ризов е роден във Велес, тогава в Османската империя, днес Северна Македония. Става ученик на изтъкнатия възрожденски просветен деец Йордан Хаджиконстантинов-Джинот. Ризов взима дейно участие в църковно-училищните борби в родния си град. Арестуван е във връзка с Винишката афера от 1897 година и е осъден на смърт, но после е помилван. Ризов участва във формирането на еснафски търговски сдружения във Велес и в Солун.
Брат му Крум Ризов през Балканската война е доброволец в Македоно-одринското опълчение, завеждащ прехраната на 7-а Кумановска дружина.
Умира в 1930 година.